# Литта, Лоренцо
Лоренцо Литта (итал. Lorenzo Litta; 23 февраля 1756, Милан — 1 мая 1820, Монтефлавио) — итальянский куриальный кардинал, папский дипломат и куриальный сановник. Брат графа Джулио Ренато Литта.
Титулярный архиепископ Фив с 23 сентября 1793 по 28 сентября 1801. Апостольский нунций в Польше с 13 апреля 1794 по 11 февраля 1797. Апостольский нунций в России с 1797 по 1799. Генеральный казначей Апостольской Палаты с 23 ноября 1800 по 28 сентября 1801. Префект Священной конгрегации Индекса с 27 августа 1803 по 30 июня 1816. Камерленго Священной Коллегии кардиналов с 1806 по 1807. Секретарь Верховной Священной Конгрегации Римской и Вселенской Инквизиции с 23 января 1811 по 20 мая 1814. Префект Священной Конгрегации коррекции Книг Восточной Церкви с 23 января 1811 по 24 сентября 1818. Префект Священной Конгрегации Пропаганды Веры с 20 мая 1814 по 24 сентября 1818. Губернатор Рима и Вице-камерленго Святой Римской Церкви с 6 апреля 1817 по 1 мая 1820. Генеральный викарий Рима и Префект Священной Конгрегации резиденции епископов с 28 сентября 1818 по 1 мая 1820. Кардинал in pectore с 23 февраля 1801 по 28 сентября 1801. Кардинал-священник с 28 сентября 1801, с титулом церкви Санта-Пуденциана с 23 декабря 1801 по 26 сентября 1814. Кардинал-епископ Сабины с 26 сентября 1814 по 1 мая 1820.

## Биография

### До приезда в Россию
Лоренцо Литта происходил из знатного ломбардского рода. Учился в римской коллегии св. Климента, в 1789 году рукоположён в священники. 6 октября 1793 года состоялась его епископская хиротония, он стал титулярным епископом Фив, после чего получил назначение апостольским нунцием в Польшу. Миссия Литты проходила в крайне непростой обстановке, связанной с восстанием Костюшко и последовавшим за его поражением третьим разделом Речи Посполитой. В сложной политической обстановке Литта проявил себя умелым дипломатом.

### Миссия в Российской империи
Ситуация возникшая после первого раздела Речи Посполитой (1772), когда на территории Российской империи впервые оказалось большое число католиков, была успешно урегулирована в ходе миссии Джованни Андреа Аркетти в 1783—1784 годах, по итогам которой Екатерина II и Святой Престол компромиссным путём установили епархиальные структуры Католической церкви на территории России и согласовали кандидатуру первого католического митрополита — Станислава Богуша-Сестренцевича. Однако второй и третий разделы Речи Посполитой (1793 и 1795 годы соответственно) и вхождение в состав империи новых значительных территорий с преимущественно католическим населением привели к слому этих структур и хаосу в управлении епархиями.
В феврале 1796 года папа Пий VI сообщил о желании направить в Санкт-Петербург дипломатическую миссию с Лоренцо Литта во главе. Екатерина II дала согласие на её приезд, однако вскоре императрица скончалась. Литта прибыл в Санкт-Петербург в конце 1796 года, новый император Павел I благосклонно принял его, подписал проект создания нунциатуры в России и разрешил присутствие папского дипломата на своей коронации.
За два с половиной года пребывания в России Лоренцо Литта успел добиться значительных перемен в положении Католической церкви в России. Первоочередной его задачей было восстановление и упорядочение епархиальной структуры на бывших землях Речи Посполитой, вошедших в состав России. По итогам долгих переговоров 28 апреля 1798 года Павел I подписал два указа, посвящённые каноническому устройству, соответственно, латинской и грекокатолической церквей в России. Упразднялись Смоленская и Ливонская латинские епархии, утверждалось существование 6 епархий латинского обряда — Могилёвской архиепархии, Виленской, Луцкой, Каменецкой, Самогитской и Минской епархий. Грекокатолики на территории империи вошли в состав Полоцкой архиепархии и Луцкой и Брестской епархий. Эти положения были утверждены папой Пием VI в булле Maximus undique 17 ноября 1798 года.
Вторым важным результатом деятельности Лоренцо Литта в России было закрепление императорскими указами Павла I от 26 января и 15 февраля 1798 года гарантий вероисповедных прав католиков, данных ещё при Екатерине II, в частности было ограничено вмешательство российских властей в вопросы духовного характера российских католиков (догматика, таинства и внутренняя дисциплина).
29 ноября 1798 года Лоренцо Литта совершил церемонию интронизации Павла I в качестве великого магистра Мальтийского ордена, однако в 1799 году до Павла I дошло содержание писем Пия VI, в которых тот выражал сомнения в законности избрания Павла на пост великого магистра. Это привело к резкому охлаждению отношений императора и католической миссии в Санкт-Петербурге и привело в конечном итоге к высылке Лоренцо Литта из страны 9 мая 1799 года.
Точный канонический статус миссии Литта в России остался неопределённым, в связи с тем, что с одной стороны, Павел I подписал указ о создании нунциатуры, с другой — до конца процесс создания постоянного представительства Святого Престола доведён не был; в одних источниках Литта именуется легатом, в других — нунцием. Ряд источников объединяет три важные миссии папских представителей, а именно Джованни Андреа Аркетти к Екатерине II, Лоренцо Литта к Павлу I и Томмазо Ареццо к Александру I под условным названием «три нунциатуры».

### Последующая деятельность
После возвращения в Рим Литта продолжал восхождение по ступенькам церковных должностей. В 1801 году он был возведён в достоинство кардинала. С 1803 года префект Священной Конгрегации Индекса, с 1806 по 1807 год занимал пост Камерленго коллегии кардиналов.
В 1808 году Наполеон I занял Рим, многие кардиналы вслед за этим были отправлены в ссылку. Кардинал Литта не избежал этой участи и был выслан во Францию после того как в 1810 году отказался присутствовать на церемонии заключения второго брака Наполеона. В ссылке жил в Сен-Кантене, перевёл Илиаду и написал анонимно ряд писем с опровержением четырёх галликанских принципов.
После падения Наполеона в 1814 году Литта вернулся с папой Пием VII в Рим. Был назначен префектом Священной Конгрегации Пропаганды Веры и кардиналом-епископом Сабины. В 1818 году стал генеральным викарием Рима. Скончался 1 мая 1820 года, похоронен в римской церкви Санти-Джованни-э-Паоло.